# Piz Pian Grand
Piz Pian Grand är en bergstopp i Schweiz.   Den ligger i regionen Moesa och kantonen Graubünden, i den sydöstra delen av landet, 140 km öster om huvudstaden Bern. Toppen på Piz Pian Grand är 2 689 meter över havet, eller 607 meter över den omgivande terrängen. Bredden vid basen är 4,5 km.
Terrängen runt Piz Pian Grand är huvudsakligen mycket bergig. Närmaste större samhälle är Biasca, 15,6 km väster om Piz Pian Grand. 
I omgivningarna runt Piz Pian Grand växer i huvudsak blandskog. Runt Piz Pian Grand är det mycket glesbefolkat, med 7 invånare per kvadratkilometer.